# Club Deportivo Fútbol Tres Cantos
El Club Deportivo Fútbol Tres Cantos es un equipo de fútbol español localizado en Tres Cantos, Madrid. Fundado en 2005, actualmente milita en categoría preferente. Disputa los partidos como local en el Campo Municipal de Fútbol Jaime Mata.

## Historia
Fundado en 1995 tras la fusión del CD Tres Cantos Balompié y CD Embarcaciones, Tres Cantos logró la promoción a la Primera Categoría en su primera campaña. En 2008, tras la fusión con el CD La Paz, el club logró el ascenso administrativo a Preferente Autonómica.
El CDF Tres Cantos ascendió a Tercera División en junio de 2017, tras quedar 3.º en liga esa temporada, salvando la categoría en su debut el siguiente curso. El 4 de julio del año siguiente el club se convirtió en el filial del CF Rayo Majadahonda, tras llegar a un acuerdo por ambos lados.
En abril de 2020, después de que el Rayo Majadahonda anunciara la afiliación con el CD Paracuellos Antamira, el acuerdo con el CDF Tres Cantos fue rescindido.
En junio de 2021, el CD Fútbol Tres Cantos volvió a ascender a la nueva 3.ª RFEF de la mano de Chema Hidalgo tras vencer al Alcobendas CF por 0-2 con goles de Alejandro Simón "Chupi" y Christian Parra. La temporada siguiente, regresó de nuevo a Preferente, tras la reestructuración acometida por la RFEF, dónde descendieron un total de ocho equipos.
Un año después, en la temporada 2022-23, volvió a Tercera Federación con David Muñoz como entrenador, gracias a la victoria por 1-5 ante la EF Concepción. Al finalizar la siguiente temporada 2023-24, consigue su segunda permanencia en Tercera Federación tras concluir como séptimo clasificado.

## Temporadas
- Como equipo independiente

| Temporada | Categoría | División | Posición |
| --------- | --------- | -------- | -------- |
| 2005-06   | 7         | 2.ª Cat. | 1.º      |
| 2006-07   | 6         | 1.ª Cat. | 7.º      |
| 2007-08   | 6         | 1.ª Cat. | 6.º      |
| 2008-09   | 5         | Pref.    | 11.º     |
| 2009-10   | 5         | Pref.    | 11.º     |
| 2010-11   | 5         | Pref.    | 11.º     |
| 2011-12   | 5         | Pref.    | 15.º     |
| 2012-13   | 6         | 1.ª Cat. | 2.º      |
| 2013-14   | 5         | Pref.    | 4.º      |
| 2014-15   | 5         | Pref.    | 8.º      |
| 2015-16   | 5         | Pref.    | 7.º      |
| 2016-17   | 5         | Pref.    | 3.º      |
| 2017-18   | 4         | 3.ª      | 16.º     |

- Como equipo filial

| Temporada | Categoría | División | Posición |
| --------- | --------- | -------- | -------- |
| 2018-19   | 4         | 3.ª      | 20.º     |
| 2019-20   | 5         | Pref.    | 7.º      |

- Como equipo independiente

| Temporada | Categoría | División | Posición |
| --------- | --------- | -------- | -------- |
| 2020-21   | 5         | Pref.    | 2.º      |
| 2021-22   | 5         | 3.ª      | 15.º     |
| 2022-23   | 6         | Pref.    | 1.º      |
| 2023-24   | 5         | 3.ª      | 7.º      |

## Palmarés

### Campeonatos regionales
- Regional Preferente de Madrid (1): 2022-23 (Gr. 1).[7]
- Segunda Regional de Madrid (1): 2005-06 (Gr. 2).[8]
- Subcampeón de la Regional Preferente de Madrid (1): 2020-21 (Gr. 1).[9]
- Subcampeón de la Primera Regional de Madrid (1): 2012-13 (Gr. 1).[10]
- Subcampeón de la Copa de Campeones de Preferente de Madrid (1): 2022-23.[11]